# Lijst van rijksmonumenten in Velp (Noord-Brabant)
De plaats Velp (Noord-Brabant) telt 25 inschrijvingen in het rijksmonumentenregister. Hieronder een overzicht.
| Object                                                                                         | Oorspronkelijke functie?  | Bouwjaar  | Architect | Locatie                       | Coördinaten?                  | Nr.?   | Afbeelding                     |
| ---------------------------------------------------------------------------------------------- | ------------------------- | --------- | --------- | ----------------------------- | ----------------------------- | ------ | ------------------------------ |
| Oude St.Vincentiuskerk                                                                         | Kerk en kerkonderdeel     |           |           | Pastoor Loefsweg 1            | 51° 45' 45" NB, 5° 42' 56" OL | 17330  | Meer afbeeldingen              |
| Kapucijnenklooster Emmaus                                                                      | Klooster, kloosteronderdl |           |           | Basilius van Bruggelaan 4     | 51° 45' 47" NB, 5° 42' 48" OL | 17331  | Meer afbeeldingen              |
| Generaal De Bonskazerne: Gebouw C. Wachtcommandant en Medische dienst                          | Militair verblijfsgebouw  | 1938-1939 |           | Generaal de Bonsweg 1         | 51° 44' 48" NB, 5° 43' 54" OL | 514126 | Meer afbeeldingen              |
| Generaal De Bonskazerne: Gebouw A. Kantinecomplex                                              | Militair verblijfsgebouw  | 1938-1939 |           | Generaal de Bonsweg bij 1     | 51° 44' 48" NB, 5° 43' 54" OL | 514127 | Meer afbeeldingen              |
| Klooster St. Alfonsius Zusters: Kloostervleugel haaks op de straat                             | Klooster, kloosteronderdl | 1850      |           | Basilius van Bruggelaan 2     | 51° 45' 45" NB, 5° 43' 1" OL  | 514132 | Meer afbeeldingen              |
| Klooster St. Alfonsius Zusters: Westelijke kloostervleugel                                     | Klooster, kloosteronderdl | 1878-1880 |           | Basilius van Bruggelaan bij 2 | 51° 45' 45" NB, 5° 43' 1" OL  | 514133 | Meer afbeeldingen              |
| De Binckhof, voorheen Jezuïetenklooster Mariendaal: Hoofdgebouw                                | Klooster, kloosteronderdl | 1862-1865 |           | Tolschestraat 2               | 51° 44' 48" NB, 5° 42' 57" OL | 514138 | Meer afbeeldingen              |
| De Binckhof, voorheen Jezuïetenklooster Mariendaal: Dienstgebouw                               | Klooster, kloosteronderdl | 1862-1865 |           | Tolschestraat 2               | 51° 44' 48" NB, 5° 42' 57" OL | 514139 | Meer afbeeldingen              |
| Nieuwe St.Vincentiuskerk                                                                       | Kerk en kerkonderdeel     | 1927      |           | Tolschestraat 21              | 51° 44' 54" NB, 5° 43' 0" OL  | 514141 | Meer afbeeldingen              |
| Pastorie van St.Vincentiuskerk                                                                 | Kerkelijke dienstwoning   | 1937-1938 |           | Tolschestraat 21a             | 51° 44' 54" NB, 5° 43' 0" OL  | 514142 | Pastorie van St.Vincentiuskerk |
| Klooster St. Alfonsius Zusters: Kloostervleugel tussen klooster en kapel                       | Klooster, kloosteronderdl | 1867      |           | Basilius van Bruggelaan bij 2 | 51° 45' 45" NB, 5° 43' 1" OL  | 515525 | Meer afbeeldingen              |
| Klooster St. Alfonsius Zusters: Zuidelijke kloostervleugel                                     | Klooster, kloosteronderdl | 1861      |           | Basilius van Bruggelaan bij 2 | 51° 45' 45" NB, 5° 43' 1" OL  | 515526 | Meer afbeeldingen              |
| Klooster St. Alfonsius Zusters: Voormalige kloosterkapel                                       | Klooster, kloosteronderdl | 1878-1880 |           | Basilius van Bruggelaan bij 2 | 51° 45' 45" NB, 5° 43' 1" OL  | 515527 | Meer afbeeldingen              |
| Klooster St. Alfonsius Zusters: Oostelijke kloostervleugel                                     | Klooster, kloosteronderdl | 1901-1903 | J. Kayser | Basilius van Bruggelaan bij 2 | 51° 45' 45" NB, 5° 43' 1" OL  | 515528 | Meer afbeeldingen              |
| Klooster St. Alfonsius Zusters: Tuin en toebehoren                                             | Tuin, park en plantsoen   | 1900      |           | Basilius van Bruggelaan bij 2 | 51° 45' 43" NB, 5° 43' 1" OL  | 515529 | Meer afbeeldingen              |
| Generaal De Bonskazerne: Magazijnen en stalling                                                | Militair verblijfsgebouw  | 1939      |           | Generaal de Bonsweg bij 1     | 51° 44' 48" NB, 5° 43' 54" OL | 515530 | Upload foto                    |
| Generaal De Bonskazerne: Voormalige hoofdingang                                                | Militair verblijfsgebouw  | 1939      |           | Generaal de Bonsweg bij 1     | 51° 44' 48" NB, 5° 43' 54" OL | 515531 | Upload foto                    |
| Generaal De Bonskazerne: Monument generaal De Bons                                             | Militair verblijfsgebouw  | 1940      |           | Generaal de Bonsweg bij 1     | 51° 44' 43" NB, 5° 43' 47" OL | 515532 | Upload foto                    |
| Generaal De Bonskazerne: Regimentsbureel                                                       | Bijgebouwen               | 1939      |           | Generaal de Bonsweg bij 1     | 51° 44' 48" NB, 5° 43' 54" OL | 515533 | Meer afbeeldingen              |
| Generaal De Bonskazerne: Legeringsgebouwen                                                     | Bijgebouwen               | 1938-1939 |           | Generaal de Bonsweg bij 1     | 51° 44' 48" NB, 5° 43' 54" OL | 515534 | Meer afbeeldingen              |
| Generaal De Bonskazerne: Privaatgebouwen O, Q, N en P                                          | Bijgebouwen               | 1938-1939 |           | Generaal de Bonsweg bij 1     | 51° 44' 48" NB, 5° 43' 54" OL | 515535 | Meer afbeeldingen              |
| Generaal De Bonskazerne: Keukengebouw met centrale CV-ruimte, badhuis en onderofficierseetzaal | Bijgebouwen               | 1939      |           | Generaal de Bonsweg bij 1     | 51° 44' 48" NB, 5° 43' 54" OL | 515536 | Meer afbeeldingen              |
| Generaal De Bonskazerne: Pompgebouw van de waterleiding                                        | Bijgebouwen               | 1939      |           | Generaal de Bonsweg bij 1     | 51° 44' 48" NB, 5° 43' 54" OL | 515537 | Upload foto                    |
| Generaal De Bonskazerne: Transformatorhuizen R en S                                            | Bijgebouwen               | 1938-1939 |           | Generaal de Bonsweg bij 1     | 51° 44' 43" NB, 5° 43' 47" OL | 515538 | Upload foto                    |
| De Binckhof, voorheen Jezuïetenklooster Mariendaal: Dienstgebouw                               | Klooster, kloosteronderdl | 1862-1865 |           | Tolschestraat bij 2           | 51° 44' 48" NB, 5° 42' 57" OL | 515569 | Meer afbeeldingen              |